# Ryan Donato
Ryan Donato (* 9. dubna 1996 Scituate, Massachusetts) je profesionální americký hokejový útočník momentálně hrající v týmu Chicago Blackhawks v severoamerické lize NHL. V roce 2014 byl draftován týmem Boston Bruins ve 2. kole jako 56. celkově.

## Statistiky

### Klubové statistiky
| Sezóna      | Klub                  | Soutěž      |     | Základní část | Základní část | Základní část | Základní část | Základní část |   | Play off | Play off | Play off | Play off | Play off |
| Sezóna      | Klub                  | Soutěž      | Z   | G             | A             | B             | TM            | Z             | G | A        | B        | TM       |          |          |
| 2011–12     | Dexter School         | USHS        | 26  | 14            | 22            | 36            | 8             | —             | — | —        | —        | —        |          |          |
| 2012–13     | Dexter School         | USHS        | 28  | 29            | 31            | 60            | 14            | —             | — | —        | —        | —        |          |          |
| 2013–14     | Dexter School         | USHS        | 30  | 37            | 41            | 78            | 16            | —             | — | —        | —        | —        |          |          |
| 2014–15     | Dexter School         | USHS        | 31  | 18            | 35            | 53            | 16            | —             | — | —        | —        | —        |          |          |
| 2014–15     | South Shore Kings     | USPHL       | 13  | 5             | 5             | 10            | 4             | —             | — | —        | —        | —        |          |          |
| 2014–15     | Omaha Lancers         | USHL        | 8   | 5             | 5             | 10            | 4             | 3             | 1 | 0        | 1        | 15       |          |          |
| 2015–16     | Harvardova univerzita | ECAC        | 32  | 13            | 8             | 21            | 26            | —             | — | —        | —        | —        |          |          |
| 2016–17     | Harvardova univerzita | ECAC        | 36  | 21            | 19            | 40            | 25            | —             | — | —        | —        | —        |          |          |
| 2017–18     | Harvardova univerzita | ECAC        | 29  | 26            | 17            | 43            | 10            | —             | — | —        | —        | —        |          |          |
| 2017–18     | Boston Bruins         | NHL         | 12  | 5             | 4             | 9             | 2             | 3             | 0 | 0        | 0        | 0        |          |          |
| 2018–19     | Boston Bruins         | NHL         | 34  | 6             | 3             | 9             | 2             | —             | — | —        | —        | —        |          |          |
| 2018–19     | Providence Bruins     | AHL         | 18  | 7             | 5             | 12            | 7             | —             | — | —        | —        | —        |          |          |
| 2018–19     | Minnesota Wild        | NHL         | 22  | 4             | 12            | 16            | 4             | —             | — | —        | —        | —        |          |          |
| 2018–19     | Iowa Wild             | AHL         | 3   | 2             | 3             | 5             | 4             | 11            | 2 | 4        | 6        | 4        |          |          |
| 2019–20     | Minnesota Wild        | NHL         | 62  | 14            | 9             | 23            | 12            | 2             | 0 | 0        | 0        | 2        |          |          |
| 2020–21     | San Jose Sharks       | NHL         | 50  | 6             | 14            | 20            | 10            | —             | — | —        | —        | —        |          |          |
| 2021–22     | Seattle Kraken        | NHL         | 74  | 16            | 15            | 31            | 40            | —             | — | —        | —        | —        |          |          |
| 2022–23     | Seattle Kraken        | NHL         | 71  | 14            | 13            | 27            | 46            | 14            | 0 | 2        | 2        | 12       |          |          |
| 2023–24     | Chicago Blackhawks    | NHL         | 78  | 12            | 18            | 30            | 26            | —             | — | —        | —        | —        |          |          |
| 2024–25     | Chicago Blackhawks    | NHL         | 80  | 31            | 31            | 62            | 41            | —             | — | —        | —        | —        |          |          |
| NHL celkově | NHL celkově           | NHL celkově | 483 | 108           | 119           | 227           | 183           | 19            | 0 | 2        | 2        | 14       |          |          |

### Reprezentační statistiky
| Rok                            | Tým                            | Soutěž                         | Z  | G | A | B  | TM |
| ------------------------------ | ------------------------------ | ------------------------------ | -- | - | - | -- | -- |
| 2016                           | USA                            | MSJ                            | 7  | 3 | 1 | 4  | 2  |
| 2018                           | USA                            | ZOH                            | 5  | 5 | 1 | 6  | 2  |
| 2021                           | USA                            | MS                             | 10 | 1 | 3 | 4  | 6  |
| Juniorská reprezentace celkově | Juniorská reprezentace celkově | Juniorská reprezentace celkově | 7  | 3 | 1 | 4  | 2  |
| Seniorská reprezentace celkově | Seniorská reprezentace celkově | Seniorská reprezentace celkově | 15 | 6 | 4 | 10 | 8  |